# Алваро Мората
Àлваро Бòрха Морàта Мартѝн (на испански: Álvaro Borja Morata Martín) е испански футболист на Комо, играещ като нападател и капитан на националния отбор на Испания. 

## Клубна Кариера

### Реал Мадрид Кастилия
Алваро Мората идва в юношеските формации на Реал през 2008 година, когато е едва на 15 години и започва да играе в Juvenil A. От ноември 2009 играе и за втория отбор на Реал Мадрид – Реал Мадрид  С. След успешен сезон с юношите печели две титли, вкарвайки 34 гола, и е качен в отбора на Реал Мадрид Кастиля. Няколко месеца по-късно новият треньор на Реал Мадрид, Жозе Моуриньо кани нападателя да вземе участие в предсезонната подготовка на мъжете, където младият стрелец получава няколко минути за изява в двата мача на турнето в САЩ, където белите играят с Клуб Америка и ЛА Галакси.
Мората е доста надарен откъм физика нападател, висок е 187 см. и има добър контрол над топката, усетът му пред гола предвид възрастта му е завиден. Младият нападател печели титлата за младежи до 19-годишна възраст през 2011 г., ставайки едноличен голмайстор на първенството, проведено в Румъния.
През сезон 2011/2012 печели промоция с Реал Мадрид Кастилия в Сегунда дивисион, като Б отбора на Кралския клуб става безапелационен шампион на Терсера лигите.

### Реал Мадрид
При встъпването си в длъжност като старши треньор на Реал Мадрид, Моуриньо обещава да отдели специално внимание на школата и две години по-късно Алваро става част от първия отбор.През 2012 г. на сезон 2012/2013 на Примера дивисион е включен в разширения състав на Реал Мадрид за предстоящите мачове.
На 12 декември 2010 г., Мората прави дебюта си за първия отбор, когато влиза на мястото на Анхел ди Мария в 89-ата минута при победата като гост с 1:3 над Реал Сарагоса. Десет дни по-късно той прави своя дебют и за Купата на Испания, влизайки отново като резерва в последните минути на срещата срещу отбора на Леванте. През януари 2011 г., след контузия на Гонсало Игуаин испанските медии виждат в него идеалния заместител в мачовете на отбора. Въпреки това Моуриньо отхвърля тази възможност, казвайки, че „той не е готов да бъде в стартовия състав на Реал Мадрид и трябва да продължи да се развива в Реал Мадрид Кастиля.“ През същия този период Мората отбелязва пет гола в четири мача за втория отбор, а Емануел Адебайор преминава под наем и подписва с Реал Мадрид, за да замести контузеният Игуаин.
На 13 февруари 2011 г., вкара първия хеттрик в кариерата си с екипа на Реал Мадрид Кастиля, при победата със 7:1 срещу втория отбор на Депортиво Ла Коруня. Той завършва първия си сезон с 14 гола в първенството на Сегунда дивисион Б и е един от най-добрите в отбора заедно Хоселу, но „Кастиля“ не успява да спечели промоция в Сегунда дивисион чрез плейофите.
Мората вкара първия си официален гол за основния състав на Реал на 11 ноември 2012 г., влизайки като резерва в 83-тата минута при гостуването срещу Леванте и отбелязва победния гол за 1:2 само след 60 секунди. В първия си мач като титуляр в домакинския мач срещу Райо Валекано на 17 февруари 2013 г., той вкара в трета минути на срещата за 1:0, но е сменен само след 30 минути игра от Раул Албиол, след като Серхио Рамос е изгонен. На 2 март 2013 г., Мората изиграва пълни 90 минути в Ел Класико срещу Барселона, правейки асистенция на Карим Бензема, който вкарва в 6-а минута при домакинската победа с 2:1.
През сезон 2013/14 г. е редовен в групата за мачовете на Реал Мадрид под ръководството на новия треньор Карло Анчелоти. На 18 март 2014 г. той вкара първия си гол в Шампионската лига на УЕФА за крайното 3:1 в 75 минута след асистенция на Гарет Бейл при домакинската победа над Шалке 04 в първия мач от осминафиналите на турнира. На 17 май 2014 г., в мач от последния кръг на първенството, вкара два късни гола в 86-а и 91-вата минута след асистенции на Анхел ди Мария срещу отбора на Еспаньол при крайния успех с 3:1. Той участва и във финалната среща в Шампионската лига при победата с 4:1 на клуба и спечелването на рекордната за Реал Мадрид 10 титла в турнира срещу отбора на Атлетико Мадрид. Влиза като резерва в 79-а минута на мястото на Бензема като играе последните минути на редовното време и в продълженията на срещата.

### Ювентус
На 18 юли 2014 г. официалният сайт на Ювентус съобщава, че Мората е пристигнал в Торино, за да подпише с клуба. На 19 юли подписва 5-годишен контракт, като сумата, която трябва Ювентус да изплати на Реал Мадрид е в размер на 20 млн. евро. Към договора има клауза за откупването му от Реал Мадрид за 30 млн. евро след една година и 36 млн. евро след две години. Дебюта си в Серия А прави срещу отбора на Удинезе в мач от втори кръг, влизайки като резерва заменяйки Фернандо Льоренте в 89-а минута.

### Реал Мадрид и Челси
На 21 юни 2016 г. Реал Мадрид си връща Алваро Мората от Ювентус за 20 млн. евро,
като използва опцията за обратно изкупуване на играча. Той играе в Реал един сезон, в който успява да спечели Лига, Шампионска лига, Суперкупа на Европа и Световно клубно първенство на ФИФА.
На 19 юли 2017 г. Реал Мадрид официално обявява подписването на договор за футболиста  за футболен клуб Челси. Там играе 2 години. През 2019 г. с клуба става победител в Лига Европа и заема 3-то място в шампионата.

### Атлетико Мадрид и Ювентус
На 6 юли 2019 г. Атлетико Мадрид официализира приемането на Мората под наем след преговори с лондонския клуб, от където се съгласяват да им продадат играча когато наемът приключи. Мората играе сезон и половина под наем в Атлетико Мадрид.
На 22 септември 2020 г. е обявено официално завръщането му в Ювентус под наем за един сезон в замяна на 10 милиона евро и опция за закупуване от 45 милиона, като наемът може да бъде удължен за още 10 милиона и намалението на същата сума при споменатата опция. През юни 2021 г., след отбелязване на 20 гола по време на престоя, отборът от Торино обявява удължаване на наема за сезон 2021-22. След като това приключва, опцията за закупуване не е упражнена и Алваро Мората се връща в Атлетико Мадрид.

## Национален отбор
Мората е извикан в националния отбор на Испания под 17 години за Световното първенство на ФИФА в Нигерия през 2009 г., където изиграва 4 мача и отбелязва два гола. След това през 2010 г. той играе за националния отбор на Испания под 19 години на международен турнир в Япония, където помага на отбора си да завърши на второ място след домакините от Япония.
Извикан е отново в отбора на Испания под 19 г. през 2011 г. за Европейското първенство по футбол за юноши до 19 г. в Румъния, като помага на отбора си да спечели турнира с цели 6 отбелязани гола. След края на първенството за постижението си той е награден като голмайстор на турнира. 
Алваро участва на Европейското първенство за младежи до 21 г., което се провежда в Израел от 5 до 18 юни 2013 г. На това първенство той става голмайстор, отбелязвайки 4 гола и една асистенция. Младежкият отбор на Испания става европейски шампион, побеждавайки на финала отбора на Италия с резултат 4:2. Мората отбелязва гол във всички мачове от турнира с изключение на финала.
На 15 ноември 2014 г. Мората дебютира за националния отбор на Испания: той влиза като резерва в мач с националния отбор на Беларус. На 27 март 2015 г. отбелязва първия си гол за националния отбор, като поразява вратата на украинския национален отбор.
На Евро 2016 той е играч в титулярния състав на националния отбор и отбелязва три гола на турнира - два срещу Турция и един срещу Хърватия. В 1/8-финалния мач срещу Италия той е в титулярния състав и играе 70 минути, испанците загубват от Италия с 0:2.
През 2018 г. треньорът Хулен Лопетеги не включва Мората в националния отбор на Испания за Световното първенство в Русия.
На 26 март 2019 г. той вкарва два гола срещу националния отбор на Малта в квалификационен мач за Евро 2020, това са първите голове на Мората за националния отбор от 1,5 години.
На Евро 2020 той отбелязва гол срещу националния отбор на Полша (1:1) в груповата фаза, а в следващия мач изпуска дузпа срещу националния отбор на Словакия при резултат 0:0, което не попречва на испанците да постигнат голяма победа с 5:0. В 1/8-финалния мач срещу националния отбор на Хърватия той отбелязва победния гол в първия допълнителен период (5:3). На полуфинала в мача срещу Италия (1:1) той отбелязва гол, но в крайна сметка Испания губи с дузпи. 
На Мондиал 2022 в Катар Мората вкарва последния гол в първия мач срещу Коста Рика (7:0), а във втория мач с Германия отбелязва единственото попадение за испанците (1:1). Този гол е 29-ият за Мората като част от испанския национален отбор, той изпреварва Фернандо Йеро и влиза в топ 5 на голмайсторите. На 1 декември той излиза в титулярния състав и отбелязва единственото попадение за испанците в последния мач от груповата фаза срещу Япония (1:2). Така Мората отбелязва гол и в трите мача от груповата фаза на Мондиала.
На 8 септември 2023 г. той отбелязва хеттрик за първи път като част от националния отбор на Испания, като се разписва три пъти срещу националния отбор на Грузия в Тбилиси на стадион „Динамо“ в квалификационния мач за Евро 2024 (7:1). Това е първият хеттрик на играч на Испания в мач като гост от октомври 2012 г., когато Педро вкарва три гола срещу отбора на Беларус.

## Статистика
- Последно обновяване: 25 май 2024

### Клубна
| Клуб                 | Сезон             | Първенство | Първенство | Купа   | Купа   | Международни | Международни | Общо   | Общо   |
| Клуб                 | Сезон             | Мачове     | Голове     | Мачове | Голове | Мачове       | Голове       | Мачове | Голове |
| -------------------- | ----------------- | ---------- | ---------- | ------ | ------ | ------------ | ------------ | ------ | ------ |
| Реал Мадрид Кастилия | 2010/11           | 28         | 15         | —      | —      | —            | —            | 28     | 15     |
| Реал Мадрид Кастилия | 2011/12           | 37         | 18         | —      | —      | —            | —            | 37     | 18     |
| Реал Мадрид Кастилия | 2012/13           | 18         | 12         | —      | —      | —            | —            | 18     | 12     |
| Реал Мадрид Кастилия | Общо              | 83         | 45         | —      | —      | —            | —            | 83     | 45     |
| Реал Мадрид          | 2010/11           | 1          | 0          | 1      | 0      | 0            | 0            | 2      | 0      |
| Реал Мадрид          | 2011/12           | 1          | 0          | 0      | 0      | 0            | 0            | 1      | 0      |
| Реал Мадрид          | 2012/13           | 12         | 2          | 2      | 0      | 1            | 0            | 15     | 2      |
| Реал Мадрид          | 2013/14           | 12         | 2          | 2      | 0      | 1            | 0            | 34     | 9      |
| Ювентус              | 2014/15           | 29         | 8          | 5      | 2      | 12           | 5            | 46     | 15     |
| Ювентус              | 2015/16           | 34         | 7          | 5      | 3      | 8            | 2            | 47     | 12     |
| Реал Мадрид          | 2016/17           | 26         | 15         | 5      | 3      | 12           | 3            | 43     | 21     |
| Реал Мадрид          | Общо              | 63         | 25         | 14     | 2      | 18           | 4            | 95     | 31     |
| Челси                | 2017/18           | 31         | 11         | 10     | 3      | 7            | 1            | 48     | 15     |
| Челси                | 2018/19           | 16         | 5          | 4      | 2      | 4            | 2            | 24     | 9      |
| Челси                | Общо              | 47         | 16         | 5      | 0      | 11           | 3            | 72     | 24     |
| Атлетико Мадрид      | 2018/19           | 15         | 6          | 0      | 0      | 2            | 0            | 17     | 6      |
| Атлетико Мадрид      | 2019/20           | 34         | 12         | 2      | 1      | 8            | 3            | 44     | 16     |
| Ювентус              | 2020/21           | 32         | 11         | 4      | 3      | 8            | 6            | 44     | 20     |
| Ювентус              | 2021/22           | 35         | 9          | 6      | 1      | 7            | 2            | 49     | 17     |
| Ювентус              | Общо              | 130        | 35         | 20     | 9      | 35           | 15           | 185    | 59     |
| Атлетико Мадрид      | 2022/23           | 36         | 13         | 4      | 2      | 5            | 0            | 45     | 15     |
| Атлетико Мадрид      | 2023/24           | 32         | 15         | 6      | 1      | 10           | 5            | 48     | 21     |
| Атлетико Мадрид      | Общо              | 117        | 46         | 12     | 4      | 25           | 8            | 154    | 58     |
| Общо за кариерата    | Общо за кариерата | 434        | 163        | 66     | 24     | 89           | 30           | 589    | 217    |

## Успехи

### Клубни
Реал Мадрид 
- Шампион на Испания (1): 2011/12, 2016/17
- Купа на краля (2): 2010/11, 2013/14
- Суперкупа на Испания (1): 2012
- Шампионска лига (2): 2013/14, 2016/2017
- Суперкупа на УЕФА (1): 2016
- Световно клубно първенство на ФИФА (1): 2016

Реал Мадрид Кастилия 
- Сегунда Б (1): 2011/12

Ювентус 
- Шампион на Италиия (2): 2014/15, 2015/16
- Купа на Италия (4): 2014/15, 2015/16, 2020/21, 2021/22
- Суперкупа на Италия (1): 2015
- Финалист в Шампионска лига (1): 2014/15

Челси 
- Купа на Англия (1): 2017/18
- Лига Европа (1): 2018/19

### Национален отбор
Испания до 17 
- Световно първенство по футбол за юноши до 17 г. – трето място (2009 г.)

Испания до 19 
- Европейско първенство по футбол за юноши до 19 г. – първо място (2011 г.)

Испания до 21 
- Европейско първенство по футбол за младежи до 21 г. – първо място (2013 г.)

### Индивидуални
- Европейско първенство по футбол за юноши до 19 г. – голмайстор (2011 г.)
- Европейско първенство по футбол за младежи до 21 г. – голмайстор (2013 г.), идеален отбор на турнира

## Личен живот
Мората е роден в Мадрид. Той е син на Сузана Мартин и Алфонсо Мората. Баща му участва активно в преговорите за трансфер заедно с агента на Мората Хуанма Лопес.
През март 2014 г. Мората обръсва цялата си коса в знак на солидарност с болните деца, заявявайки, че „децата с рак искаха да ме подстрижат, но не можаха, така че го направих сам.“
На 10 декември 2016 г. той се сгодява за италианската си приятелка Алис Кампело  и се оженват във Венеция на 17 юни 2017 г. Техните синове близнаци Алесандро и Леонардо се раждат на 29 юли 2018 г., а Мората сменя номера на екипа си на Челси от 9 на 29 в тяхна чест. На 29 септември 2020 г. двойката посрещна третия си син, Едоардо. На 9 януари 2023 г. двойката се сдобива с първата си дъщеря Бела.